# Filippo Tommaso Marinetti
Filippo Tommaso Emilio Marinetti (n. 22 decembrie 1876, Alexandria, Egipt – d. 2 decembrie 1944, Bellagio, Lombardia, Regatul Italiei) a fost poet și editor italian, fondatorul mișcării futuriste, teoretician al acesteia și teoretician al artei, respectiv unul din precursorii teoreticieni ai precizionismului.

## Viață, operă, opinii politice
A întemeiat revista Poesia. Filippo Tommaso Marinetti a fost coautor al documentului Manifestul Fascist.
În calitatea sa de teoretician și exponent al futurismului, deci unul din avangardiștii secolului 20, în anii 1920, Marinetti a devenit un colabor extern al revistei românești de avangardă Contimporanul, la care a fost invitat să colaboreze de Ion Vinea.
Ulterior, în anii 1930, a devent un adept al fascismului lui Mussolini. 

## Scrieri
- 1902: La Conquête des Étoiles ("Cucerirea stelelor"), versuri simboliste;
- 1904: Destruction ("Distrugere");
- 1909: Manifesto del futurismo ("Manifestul futurismulului");
- 1909: Re Baldoria ("Regele Veselie"), tragicomedie satirică;
- 1910: Marfaka, il futurista ("Marfaka, futuristul");
- 1914: L'aeroplano del Papa ("Aeroplanul Papei");
- 1912: Manifeste technique de la littérature futuriste ("Manifest tehnic al literaturii futuriste");
- 1933: Poemi simultanei futuristi ("Poeme simultane futuriste").